# Чефорнак (Аляска)
Чефорнак (англ. Chefornak) — місто (англ. city) в США, в окрузі Бетел штату Аляска. Населення — 506 осіб (2020).

## Географія
Чефорнак розташований за координатами 60°9′4″ пн. ш. 164°15′5″ зх. д. / 60.15111° пн. ш. 164.25139° зх. д. (60.151220, -164.251364).  За даними Бюро перепису населення США в 2010 році місто мало площу 16,56 км², з яких 14,81 км² — суходіл та 1,75 км² — водойми. В 2017 році площа становила 15,51 км², з яких 13,58 км² — суходіл та 1,93 км² — водойми.

## Демографія
Згідно з переписом 2010 року, у місті мешкало 418 осіб у 92 домогосподарствах у складі 80 родин. Густота населення становила 25 осіб/км².  Було 99 помешкань (6/км²).
Расовий склад населення:
| - 95,7 % — корінних американців - 3,3 % — білих - 0,2 % — чорних або афроамериканців |

До двох чи більше рас належало 0,7 %. Частка іспаномовних становила 0,0 % від усіх жителів.
За віковим діапазоном населення розподілялося таким чином: 38,5 % — особи молодші 18 років, 54,8 % — особи у віці 18—64 років, 6,7 % — особи у віці 65 років та старші. Медіана віку мешканця становила 23,6 року. На 100 осіб жіночої статі у місті припадало 101,0 чоловіків;  на 100 жінок у віці від 18 років та старших — 102,4 чоловіків також старших 18 років.
Середній дохід на одне домашнє господарство  становив 62 573 долари США (медіана — 55 625), а середній дохід на одну сім'ю — 66 935 доларів (медіана — 56 563). За межею бідності перебувало 18,4 % осіб, у тому числі 19,3 % дітей у віці до 18 років та 28,6 % осіб у віці 65 років та старших.
Цивільне працевлаштоване населення становило 147 осіб. Основні галузі зайнятості: освіта, охорона здоров'я та соціальна допомога — 32,7 %, публічна адміністрація — 23,1 %, роздрібна торгівля — 21,1 %.